# 林时益
林時益（1618年—1678年），本名朱議霶，字作霖，清初為避禍改姓名，改姓林，更名時益，號確齋，江西南昌府新建縣人，寄籍贛州府寧都縣，祖籍南直隸鳳陽府泗州盱眙縣，明朝宗室、南明軍事人物。

## 生平
朱議霶是寧獻王朱權的八世孫，父親朱統鐼是江夏縣知縣，他受封奉國中尉，年幼已經很聰明，成年後輔助父親處理財政，使得胥吏懾服。他個性豪邁，結交同鄉彭士望，看到天下情勢混亂，因此散盡家產結交俠客。弘光元年（1645年）左良玉東下，朱議霶和毛玨、任濟世計劃聚集民眾在九江阻止，但他與當事者商議不合，於是散去民眾。南昌失守，他和宗室適庵，帶著妻子到翠微峰依附魏禧，稱“易堂九子”，改名林時益，受僱耕田，兒子林楫孫、門人吳正名、任安世都帶經鋤地，歌聲表示忠貞。晚年的他謝詩，喜歡模仿二王草法。著有《冠石詩集》五卷、《和確齋文集》。

## 引用
1. 1 2  錢海岳《南明史·卷二十七·列傳第三》：議霶，字作霖，寧奉國中尉。父統鐼，江夏知縣。議霶幼慧，佐司財賦，老胥懾伏。性豪邁，見天下將亂，愈輕財結客。
2. ↑  錢海岳《南明史·卷二十七·列傳第三》：左良玉東下，與毛玨、任濟世謀集眾遏之九江。與當事議不合，散去。及南昌陷，乃與宗室適庵，挈妻子依魏禧翠微峰，變姓名林時益，傭田而耕。子楫孫，門人吳正名、任安世，皆帶經負鋤，歌聲出金石。晚工詩，喜二王草法。